# Durium

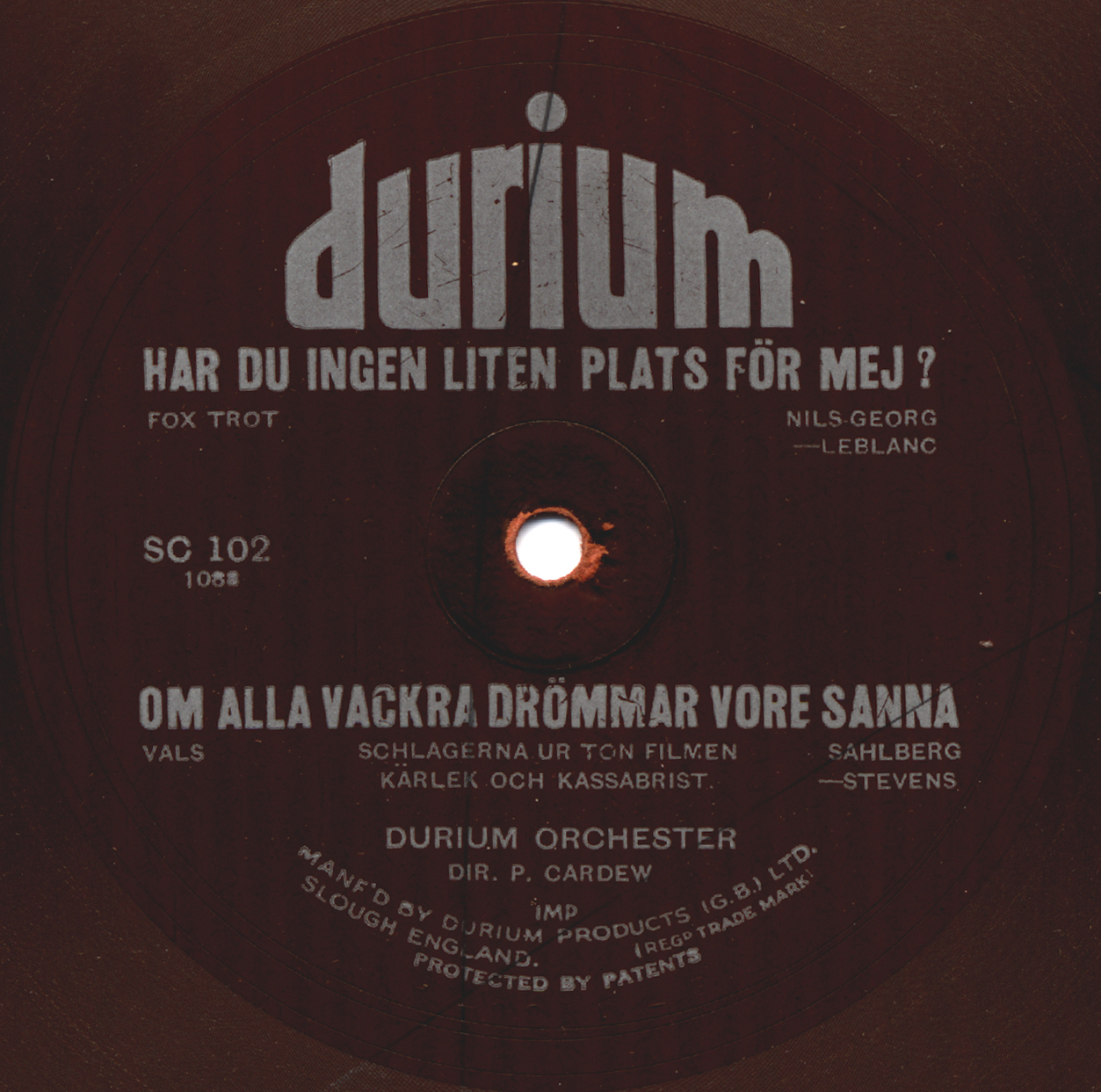
Grammofoonplaat van Durium

Durium was een Italiaans platenlabel, dat in 1935 werd opgericht. Het label heette toen 'Durium La Voce Dell'Impero', aan het eind van de Tweede Wereldoorlog werd het kortweg Durium. Vanaf de jaren vijftig tot in de jaren zeventig had het label een prominente plaats in de platenbusiness in Italië. Midden jaren tachtig maakte het moeilijke tijden door en in 1989 werd het label stopgezet.
Sublabels van het label waren onder meer:
- Boom Record
- Cicala Records
- Disco In
- Hit Records
- Serie Circus
- Serie Royal
- Targa
- United Artists

Op het label kwam muziek uit van onder meer Flo Sandon's, Roberto Murolo, Bruno Rosettani, Al Caiola, Don Costa, Aurelio Fierro, Marino Marini, Fausto Papetti, Ferrante & Teicher, Sergio Centi, Little Tony, Nanni Svampa, Mouth & MacNeal, Steve Lawrence, Eydie Gormé, Mino Reitano, Bruno Martelli, Mario Pezzotta, Clem Sacco, Germana Caroli, Tullio Mobiglia, Udo Jürgens, Dori Ghezzi, Gino Paoli, Nick Lucas, Pino Presti, La Strana Società, I Peos, Beppe Cardile, Rocky Roberts, Wess Johnson, The Supremes, Mario Trevi, Bruno Venturini, Matteo Salvatore en Isabella Iannetti.
Op Durium, met name het sublabel Cicala, werd ook jazz-muziek (in licentie) opnieuw uitgebracht, zoals van Fletcher Henderson, Fats Waller, Charlie Parker, Miles Davis en John Coltrane. In de jaren zestig en zeventig bracht het voor de Italiaanse markt ook soul (bijvoorbeeld James Brown, Ramsey Lewis), disco (Boney M., Silver Convention, Donna Summer, Village People en Penny McLean) en rockmuziek (Kiss) uit.